# Phytodietus rubellus
Phytodietus rubellus är en stekelart som beskrevs av Loan 1981. Phytodietus rubellus ingår i släktet Phytodietus och familjen brokparasitsteklar. Inga underarter finns listade i Catalogue of Life.